# Gémima Joseph
Gémima Joseph (* 17. Oktober 2001 in Kourou, Französisch-Guayana) ist eine französische Sprinterin, die sich auf den 200-Meter-Lauf spezialisiert hat. Mit der französischen 4-mal-100-Meter-Staffel wurde sie 2024 in Rom Vizeeuropameisterin.

## Sportliche Laufbahn
Erste Erfahrungen bei internationalen Meisterschaften sammelte Gémima Joseph bei den CARIFTA-Games 2017 in Willemstad, bei denen sie in der U18-Altersklasse mit 12,25 s im Vorlauf über 100 Meter ausschied und auch im 200-Meter-Lauf mit 25,36 s in der ersten Runde ausschied. Ende Juli gewann sie beim Europäischen Olympischen Jugendfestival (EYOF) in Győr in 23,89 s die Bronzemedaille über 200 Meter und belegte mit der französischen 4-mal-100-Meter-Staffel in 47,70 s den fünften Platz. Im Jahr darauf belegte sie bei den CARIFTA-Games in Nassau in 11,70 s den siebten Platz im 100-Meter-Lauf der U20-Altersklasse und gewann über 200 Meter in 23,70 s die Silbermedaille. Bei den U18-Europameisterschaften in Győr gewann sie in 23,60 s die Silbermedaille über 200 Meter. Anschließend schied sie bei den Zentralamerika- und Karibikspielen (CAC) in Barranquilla mit 11,80 s im Halbfinale über 100 Meter aus und belegte in 23,89 s den siebten Platz im 200-Meter-Lauf. Daraufhin nahm sie über 200 Meter an den Olympischen Spielen in Buenos Aires teil und gelangte dort auf Rang fünf. 2019 wurde sie bei den CARIFTA-Games in George Town in 11,78 s Vierte über 100 Meter und schied über die längere Distanz mit 24,08 s im Vorlauf aus. Anschließend gewann sie bei den U20-Europameisterschaften in Borås in 23,60 s die Silbermedaille über 200 Meter und klassierte sich im Staffelbewerb mit 44,67 s auf Rang fünf. 2021 gewann sie bei den U23-Europameisterschaften in Tallinn in 22,97 s die Bronzemedaille über 200 Meter hinter der Italienerin Dalia Kaddari und Sophia Junk aus Deutschland. Anschließend nahm sie an den Olympischen Spielen in Tokio teil und erreichte dort über 200 Meter das Halbfinale, in dem sie mit 23,19 s ausschied und mit der Staffel belegte sie in 42,89 s im Finale den siebten Platz.
2022 belegte sie bei den Mittelmeerspielen in Oran in 23,41 s den sechsten Platz über 200 Meter und gewann mit der 4-mal-100-Meter-Staffel in 44,63 s die Silbermedaille hinter dem italienischen Team. Anschließend schied sie bei den Europameisterschaften in München mit 23,36 s im Halbfinale über 200 Meter aus und kam mit der Staffel im Finale nicht ins Ziel. Daraufhin siegte sie in 23,42 s über 200 Meter bei den U23-Mittelmeer-Meisterschaften in Pescara. Im Jahr darauf belegte sie bei der 1. Liga der Team-Europameisterschaft, die im Zuge der Europaspiele in Chorzów stattfand, in 23,13 s den sechsten Platz und wurde mit der Staffel in 43,62 s Zweite im B-Lauf. Anschließend verzichtete sie bei den U23-Europameisterschaften in Espoo im Halbfinale über 200 Meter auf ein Antrete, gewann dann aber mit der Staffel in 43,39 s die Silbermedaille hinter dem britischen Team. Im August schied sie bei den Weltmeisterschaften in Budapest mit 43,12 s im Vorlauf mit der Staffel aus. Bei den World Athletics Relays 2024 in Nassau wurde sie in 42,75 s Zweite in der Finalrunde über 4-mal 100 Meter hinter dem Team aus den Vereinigten Staaten und sicherte der französischen Mannschaft somit einen Startplatz bei den Olympischen Spielen in Paris. Im Juni belegte sie bei den Europameisterschaften in Rom in 11,08 s den sechsten Platz über 100 Meter und gewann mit der Staffel in 42,15 s gemeinsam mit Orlann Oliere, Hélène Parisot und Sarah Richard-Mingas die Silbermedaille hinter dem britischen Team. Im August schied sie bei den Olympischen Sommerspielen in Paris mit 11,13 s im Vorlauf über 100 Meter aus und schied über 200 Meter mit 22,69 s im Halbfinale aus. Zudem gelangte sie im Staffelbewerb mit 42,23 s im Finale auf Rang vier.

## Persönliche Bestleistungen
- 100 Meter: 11,04 s (+1,1 m/s), 13. April 2024 in Remire-Montjoly
  - 60 Meter (Halle): 7,33 s, 14. Februar 2022 in Val-de-Reuil
- 200 Meter: 22,57 s (+0,9 m/s), 13. April 2024 in Remire-Montjoly
  - 200 Meter (Halle): 23,61 s, 21. Februar 2021 in Miramas